# Ne asumăm răspunderea
Ne asumăm răspunderea (în spaniolă Dar la cara) este un film argentinian din 1962. Este regizat de José A. Martínez Suárez și scris de David Viñas după romanul său cu același nume. A fost lansat la 29 noiembrie 1962. Rolurile principale au fost interpretate de actorii Leonardo Favio, Luis Medina Castro, Pablo Moret și Núria Torray. Romanul a fost publicat după film.
Personajul principal al celebrei benzi desenate argentiniene cu bebelușul Mafalda⁠(d) este inspirat de unul dintre personajele acestui film.

## Rezumat
La sfârșitul serviciului militar, trei tineri aleg căi diferite: cinema, ciclism și politică.

## Distribuție
- Leonardo Favio
- Luis Medina Castro
- Pablo Moret
- Núria Torray
- Ubaldo Martínez
- Daniel de Alvarado
- Lautaro Murúa⁠(d)
- Guillermo Bredeston⁠(d)
- Walter Santa Ana
- Cacho Espíndola⁠(d)
- Augusto Fernandes
- Héctor Pellegrini⁠(d)
- Dora Baret⁠(d)
- Adolfo Aristarain⁠(d) – Extra
- Rosángela Balbo
- Pino Solanas⁠(d) – Extra
- Elena Tasisto – Chola
- Martín Andrade⁠(d)
- Graciela Araujo⁠(d) – Voz de Nuria Torray en el doblaje
- María Vaner⁠(d) – Cameo
- Susana Mayo
- Orlando Marconi

## Primire
Manuel Rey a scris în El Mundo că „mai presus de toate, este un film îndrăzneț, care are virtutea de a exprima fraze extraordinare... Ar fi putut fi un film grozav. Rămâne, în orice caz, o bună expresie a cinematografiei noastre, ceea ce nu este puțin de spus.”
Presa a evaluat filmul în felul următor: ”…are o anumită corespondență cu realitatea argentiniană… Ceea ce este serios dezamăgitor este că tot acest material nu este transpus într-un film coerent, ci mai degrabă într-o succesiune de episoade în care există loc pentru fraze sau situații care ilustrează scopurile critice ale acestuia.
Cronica filmului din La Nación a considerat că: „a fost filmat cu o oarecare pricepere și cu căldură umană, dar suferă de o evidentă elementalitate în abordări și unele convenționalisme excesive.”